# أتيلا فاركاس
أتيلا فاركاس (بالمجرية: Farkas Attila)‏ هو لاعب كرة قدم مجري في مركز الدفاع، ولد في 5 أكتوبر 1978 في بيونغيانغ في كوريا الشمالية. لعب مع نادي بودابست.